# Vesselín Topàlov
Vesselín Topàlov (pronunciat [vɛsɛˈlin toˈpɑlof]; en búlgar: Веселин Топалов), nascut el 15 de març de 1975, és un jugador d'escacs búlgar, que té el títol de Gran Mestre des de 1992, i que fou Campió del món de la FIDE entre 2005 i 2006, a banda de ser un dels pocs jugadors al món que han superat la barrera dels 2800 punts d'Elo.
A la llista d'Elo de la FIDE de l'abril de 2023, hi tenia un Elo de 2728 punts, cosa que el situava com a 23è millor jugador del món (en actiu), i en el número 1 d'entre els jugadors de Bulgària. El seu màxim Elo va ser de 2816 punts, a la llista de juliol de 2015 (posició 3 al rànquing mundial).
Topàlov va esdevenir Campió del món d'escacs de la FIDE en guanyar el Campionat Mundial d'Escacs de la FIDE de 2005. Va perdre el seu títol al matx pel Campionat del Món de 2006 (matx per la reunificació del títol) contra Vladímir Kràmnik, durant el qual va acusar el seu oponent de fer trampa. Posteriorment, va derrotar Gata Kamsky a Sofia, en un matx celebrat entre el 16 i el 28 de febrer de 2009 i guanyà el dret de ser l'aspirant al títol en el Campionat del món d'escacs de 2010, on fou derrotat pel campió regnant, Viswanathan Anand en un matx disputat a Sofia del 24 d'abril a l'11 de maig, per un resultat global de 6½ a 5½.
Topàlov va guanyar el 2005 l'Òscar dels escacs. Fou el número 1 del món entre l'abril de 2006 i el gener de 2007, i ha aconseguit la tercera puntuació Elo més alta de tots els temps (2813 punts), una xifra només superada anteriorment per Garri Kaspàrov, i posteriorment per Magnus Carlsen. Va recuperar el número 1 del rànquing l'octubre de 2008, i oficialment es va mantenir primer fins al gener de 2010, quan va caure al segon lloc darrere de Magnus Carlsen.
Ha estat classificat número u un total de 27 mesos en la seva carrera, quart de tots els temps des de l'inici de les llistes de la FIDE el 1971, només per darrere de tres mites dels escacs com Garri Kaspàrov, Anatoli Kàrpov i Bobby Fischer.

## Resultats destacats en competició
El 1989 es proclamà Campió del món Sub-14 a Aguadilla.
El 1995 guanyà la 32a edició del Memorial Rubinstein, a Polanica-Zdrój, i empatà amb Kiril Gueorguiev al primer lloc a Elenite (per davant de Short, Gulko i Dolmàtov).
Del 6 al 9 d'abril de 2006, va jugar contra Liviu-Dieter Nisipeanu un matx amistós a quatre partides, a l'Hotel Sofitel de Bucarest, organitzat per la Federació Romanesa. El matx el guanyà Topàlov per 3:1.
El maig de 2007, va guanyar el III Torneig d'escacs M-tel, a Sofia, tot guanyant en la darrera ronda Krishnan Sasikiran, que havia estat el líder fins llavors.
El 2009 empatà al segon lloc al torneig M-Tel Masters, amb Magnus Carlsen, i rere l'espanyol Aleksei Xírov.
El maig de 2011, participà en el Torneig de Candidats del Campionat del món de 2012 a Kazan, on hi fou eliminat als quarts de final per Gata Kamsky.
El juny del 2015 va guanyar el Norway Chess amb 6½ de 9, mig punt per davant de Viswanathan Anand i Hikaru Nakamura, enduent-se el premi de 75.000 dòlars.